# Scott Gow
Scott Gow (* 6. November 1990 in Calgary, Alberta) ist ein ehemaliger kanadischer Biathlet. Er gab 2011 sein Debüt im Weltcup und nahm an sieben Weltmeisterschaften sowie zwei Olympischen Spielen teil. Sein größter Erfolg ist der Gewinn der Bronzemedaille mit der Herrenstaffel bei den Weltmeisterschaften 2016.

## Sportliche Laufbahn

### JWM-Medaille und erste Weltcuperfahrung
Scott Gow gab sein internationales Wettkampfdebüt bei den Jugendweltmeisterschaften 2007 in Martell und belegte unter anderem Rang neun im Einzel. Zwei Jahre darauf feierte er bei seinen Heimmeisterschaften in Canmore einen großen Erfolg, als er mit der Staffel um Kurtis Wenzel und Aaron Gillmor die Silbermedaille gewann. Bei seiner letzten Junioren-WM 2011 in Nové Město na Moravě erreichte der Kanadier mit Rang neun im Einzel erneut eine Top-Ten-Platzierung.
Seine ersten Rennen bei den Männern bestritt Gow im Rahmen der kanadischen Biathlonmeisterschaften 2010, bei denen er im Sprint und der Verfolgung als Viertplatzierter jeweils knapp erste Medaillengewinne verpasste. 2010 debütierte Gow in Martell im IBU-Cup der Männer und erreichte in seinem ersten Einzel sofort einen 15. Platz. Noch besser lief es in derselben Saison im NorAm-Cup, wo der Kanadier Anfang Januar 2011 in Canmore einen Sprint und ein Verfolgungsrennen gewinnen. Seine ersten nationalen Medaillen gewann er bei den kanadischen Meisterschaften 2011 in Charlo; im Einzel wurde er hinter Scott Perras und Matt Neumann Dritter, im Sprint hinter Marc-André Bédard Zweiter, und im Verfolgungsrennen krönte er sich sogar erstmals zum kanadischen Meister. Dank der ansprechenden Vorleistungen gab Gow zu Beginn der Saison 2011/12 sein Debüt im Weltcup, erreichte im Einzel von Östersund aber lediglich den 101. und damit vorletzten Platz. Daraufhin bestritt er den Rest der Saison im IBU-Cup und überraschte in Obertilliach derart, dass er als Viertplatzierter des Sprints nur knapp an einem Podestplatz vorbeischrammte. Auch zu Beginn der neuen Saison stand in Idre ein Top-5-Platz zu Buche, sodass Gow ab dem Staffelrennen von Hochfilzen wieder dem Weltcupteam angehörte. Seine ersten Weltcuppunkte ergatterte der Kanadier als 29. des Sprints von Ruhpolding, im gleichen Jahr nahm er auch an den Weltmeisterschaften 2013 teil und erreichte als 31. des Einzels sowie Achter mit der Staffel (an der Seite von Jean-Philippe Leguellec, Nathan Smith und Scott Perras) achtbare Resultate.

### Im Schatten der Weltspitze und WM-Staffelbronze
Nachdem er den Großteil des Winters 2013/14 im IBU-Cup bestritten hatte, nahm Gow an den Europameisterschaften 2014 teil und erzielte in Einzel und Verfolgung Top-10-Ergebnisse. Weitere Weltcuppunkte gab es am Saisonende in Oslo mit Rang 34 im Sprint, für die Olympischen Spiele wurde der Kanadier nicht berücksichtigt. Sein erstes und bis zum Karriereende einziges Podest auf der zweithöchsten Rennebene erreichte er im Dezember 2014 in einem Sprintbewerb in Obertilliach, wobei der Rückstand auf den siegreichen Baptiste Jouty lediglich eineinhalb Sekunden betrug. Während das beste Individualergebnis im Weltcup in jener Saison ein 27. Platz in Ruhpolding wurde und bei der WM in Kontiolahti kein besonderes Ergebnis zustande kam, belegte Gow mit der Herrenstaffel in Oslo Rang fünf und damit sein bis dahin bestes Resultat auf dieser Ebene. Auch 2015/16 resultierten in sämtlichen Einzelwettkämpfen Ergebnisse außerhalb der besten 30, großen Erfolg brachten hingegen die Weltmeisterschaften 2016 in Oslo: An der Seite seines Bruders Christian, Nathan Smith und Brendan Green belegte der Kanadier hinter der norwegischen und deutschen Auswahl den dritten Platz im Herrenstaffelbewerb, was die erste WM-Mannschaftsmedaille für Kanada in der Geschichte darstellte. An gleicher Stelle realisierte er auch mit Rang 18 im Einzel sein bis dahin bestes Individualergebnis auf der höchsten Ebene des Sports.

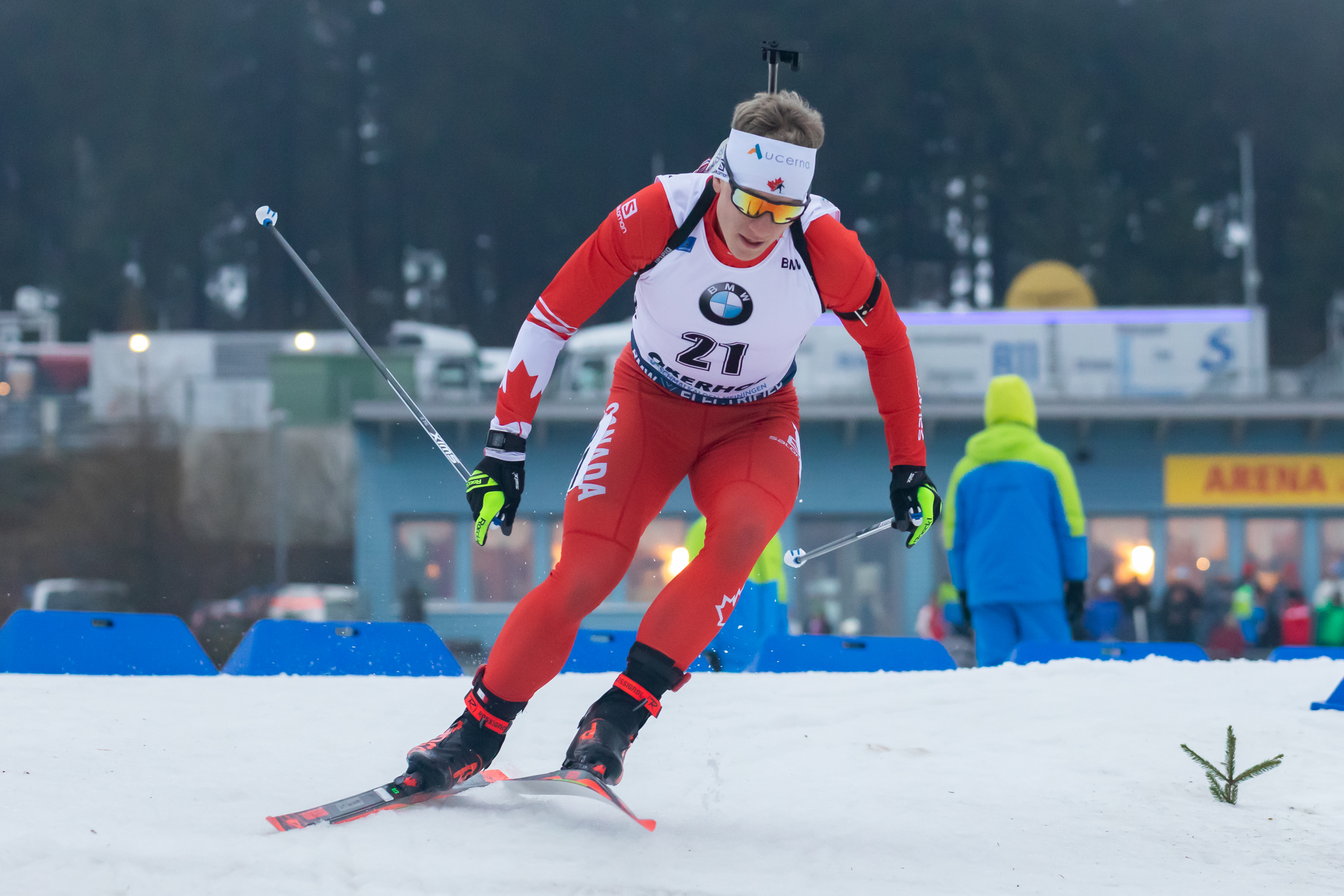
Scott Gow im Januar 2020 in Oberhof

In den folgenden Saisons von 2017 bis 2022 belegte Gow in der Weltrangliste Platzierungen zwischen Rang 56 (2019/20) und 40 (2020/21). In den jeweiligen Wintern gelang es ihm dabei immer wieder, seine bis dato besten Ergebnisse zu unterbieten. In der Saison 2016/17 resultierten zwei Top-20-Ergebnisse sowie ein siebter Platz im Staffelbewerb von Pyeongchang, beim WM-Wettkampf von Hochfilzen hingegen erreichten die Kanadier – mit Macx Davies an der Stelle Brendan Greens – als Bronzemedaillengewinner des Vorjahres lediglich den 13. Platz. Beim Wochenende von Antholz erreichte er zudem seinen ersten Massenstart auf Weltcupebene, schloss diesen allerdings als 30. und damit letzter ab. An seinen ersten Olympischen Spielen nahm der damals 27-jährige im Februar 2018 in Pyeongchang teil und überzeugte sofort, mit Rang 14 im Einzel stand eine weitere persönliche Bestleistung zu Buche. Trotz mehrerer Top-20-Resultate in den jeweiligen Weltcupwintern gelang es Gow jedoch nicht dauerhaft, gute und vor allem konstante Leistungen zu erbringen, wodurch er nie die Führungsrolle im kanadischen Herrenteam innehatte.

### Beste Saison und erfolgreiche Olympische Spiele
Im Dezember 2019 gelang es Gow zusammen mit Jules Burnotte, Aidan Millar und seinem Bruder in Hochfilzen, auf den vierten Rang im Staffelrennen zu laufen. Im selben Winter belegte er im WM-Sprint trotz eines Schießfehlers Rang 16. 2020/21 kam der Kanadier erst im letzten Saisondrittel sprichwörtlich in Schwung, als er in sieben aufeinanderfolgenden Wettkämpfen die Punkteränge erreichte und dabei im saisonschließenden Massenstart von Östersund als Zehntplatzierter erstmals ein Top-10-Resultat auf der höchsten Rennebene realisierte. Dies konnte Gow schon im ersten Rennen der Folgesaison verbessern, als er im Einzel von Östersund den vierten Rang belegte, nachdem er zum ersten Mal in seiner Karriere alle zwanzig Scheiben getroffen hatte. Da in dieser Saison das gesamte kanadische Herrenteam in einer guten Wettkampfform war, brachten auch die Staffeln gute Ergebnisse; in Antholz resultierte trotz einer Strafrunde Scott Gows Platz fünf. An seinen zweiten Olympischen Spielen nahm Gow im Februar 2022 teil, dabei lief er als Fünfter des Einzels nach einer geschossenen Strafminute nur um gut 30 Sekunden an einer Medaille vorbei. Nachdem er auch in der Verfolgung in die Top-20 gelaufen war, qualifizierte er sich als einer von drei Kanadiern für den olympischen Massenstart und führte diesen nach dem ersten Schießen gemeinsam mit seinem Bruder sogar an. Nach sieben Schießfehlern fiel er aber im Rennverlauf auf Rang 25 zurück; in der Staffel belegte er mit Jules Burnotte, Christian Gow und Adam Runnalls den sechsten Platz.
Nach dem Ende der Saison gab Scott Gow Mitte März 2022 nach gut 200 Weltcupstarts im Alter von 31 Jahren sein Karriereende bekannt.

## Leistungen in den Teildisziplinen
Gow war während seiner Karriere sowohl ein durchschnittlicher Schütze als auch Langläufer. Seine besten Schießstatistiken erzielte er mit knapp 83 Prozent im Durchschnitt in seinem ergebnistechnisch besten Winter 2020/21, wobei sich dort Liegend- und Stehendanschlag nicht sehr unterschieden. Ansonsten verhinderte vor allem Gows Stehendschießen konstantere Ergebnisse, sein Durchschnitt in dieser Teildisziplin betrug über alle Saisons gesehen lediglich 77,52 Prozent. Im Laufen hielt sich der Kanadier im Karriereverlauf konstant im Bereich zwischen einem Prozentpunkt unter dem Median und „durchschnittsgleich“. Jedoch wurde er dank seiner Stärke im Zielsprint im Großteil der Staffelbewerbe als Schlussläufer eingesetzt.

## Persönliches
Gows zweieinhalb Jahre jüngerer Bruder Christian verfolgte ebenfalls eine Biathlonkarriere.

## Statistiken

### Weltcupplatzierungen
Die Tabelle zeigt alle Platzierungen (je nach Austragungsjahr einschließlich Olympische Spiele und Weltmeisterschaften).
- 1.–3. Platz: Anzahl der Podiumsplatzierungen
- Top 10: Anzahl der Platzierungen unter den ersten zehn (einschließlich Podium)
- Punkteränge: Anzahl der Platzierungen innerhalb der Punkteränge (einschließlich Podium und Top 10)
- Starts: Anzahl gelaufener Rennen in der jeweiligen Disziplin
- Staffel: inklusive Mixed- und Single-Mixed-Staffeln

| Platzierung | Einzel | Sprint | Verfolgung | Massenstart | Staffel | Gesamt |
| ----------- | ------ | ------ | ---------- | ----------- | ------- | ------ |
| 1. Platz    |        |        |            |             |         |        |
| 2. Platz    |        |        |            |             |         |        |
| 3. Platz    |        |        |            |             | 1       | 1      |
| Top 10      | 1      |        |            | 1           | 19      | 21     |
| Punkteränge | 10     | 26     | 11         | 3           | 60      | 110    |
| Starts      | 24     | 72     | 37         | 3           | 60      | 196    |

### Weltcupwertungen
Ergebnisse bei Biathlon-Weltcups (Disziplinen- und Gesamtweltcup) gemäß Punktesystem:
| Saison  | Einzel | Einzel | Sprint | Sprint | Verfolgung | Verfolgung | Massenstart | Massenstart | Gesamt | Gesamt |
| Saison  | Platz  | Punkte | Platz  | Punkte | Platz      | Punkte     | Platz       | Punkte      | Platz  | Punkte |
| ------- | ------ | ------ | ------ | ------ | ---------- | ---------- | ----------- | ----------- | ------ | ------ |
| 2012/13 | 61.    | 10     | 75.    | 12     | –          | –          | –           | –           | 77.    | 22     |
| 2013/14 | –      | –      | 86.    | 7      | –          | –          | –           | –           | 94.    | 7      |
| 2014/15 | –      | –      | 66.    | 19     | –          | –          | –           | –           | 78.    | 19     |
| 2015/16 | 39.    | 23     | 69.    | 21     | –          | –          | –           | –           | 68.    | 44     |
| 2016/17 | 40.    | 24     | 43.    | 71     | 84.        | 1          | 47.         | 2           | 50.    | 98     |
| 2017/18 | –      | –      | 41.    | 59     | 58.        | 14         | 41.         | 10          | 52.    | 83     |
| 2018/19 | 25.    | 43     | 43.    | 48     | 59.        | 16         | –           | –           | 48.    | 107    |
| 2019/20 | 38.    | 23     | 51.    | 37     | 66.        | 6          | –           | –           | 56.    | 66     |
| 2020/21 | 62.    | 2      | 41.    | 52     | 39.        | 44         | 31.         | 31          | 40.    | 129    |
| 2021/22 | 16.    | 43     | 65.    | 23     | 56.        | 25         | –           | –           | 51.    | 91     |

### Olympische Winterspiele
Ergebnisse bei Olympischen Winterspielen:
|                                             | Einzelwettbewerbe | Einzelwettbewerbe | Einzelwettbewerbe | Einzelwettbewerbe | Staffelwettbewerbe | Staffelwettbewerbe |
| Einzel                                      | Sprint            | Verfolgung        | Massenstart       | Männerstaffel     | Mixedstaffel       |                    |
| ------------------------------------------- | ----------------- | ----------------- | ----------------- | ----------------- | ------------------ | ------------------ |
| Olympische Winterspiele 2018 \| Pyeongchang | 14.               | 61.               | –                 | –                 | 11.                | –                  |
| Olympische Winterspiele 2022 \| Peking      | 5.                | 34.               | 20.               | 25.               | 6.                 | 14.                |

### Weltmeisterschaften
Ergebnisse bei Weltmeisterschaften:
| Weltmeisterschaft | Weltmeisterschaft | Einzelwettbewerbe | Einzelwettbewerbe | Einzelwettbewerbe | Einzelwettbewerbe | Staffelwettbewerbe | Staffelwettbewerbe | Staffelwettbewerbe |
| Jahr              | Ort               | Einzel            | Sprint            | Verfolgung        | Massenstart       | Männerstaffel      | Mixedstaffel       | S.-M.-Staffel      |
| ----------------- | ----------------- | ----------------- | ----------------- | ----------------- | ----------------- | ------------------ | ------------------ | ------------------ |
| 2013              | Nové Město        | 31.               | 44.               | 50.               | –                 | 8.                 | –                  | nicht ausgetragen  |
| 2015              | Kontiolahti       | 63.               | 50.               | 52.               | –                 | 19.                | –                  | nicht ausgetragen  |
| 2016              | Oslo              | 18.               | 47.               | 49.               | –                 | 3.                 | –                  | nicht ausgetragen  |
| 2017              | Hochfilzen        | 43.               | 25.               | 47.               | –                 | 13.                | 13.                | nicht ausgetragen  |
| 2019              | Östersund         | 26.               | 50.               | 43.               | –                 | 13.                | 16.                | 15.                |
| 2020              | Antholz           | 80.               | 16.               | 35.               | –                 | 14.                | 14.                | –                  |
| 2021              | Pokljuka          | 39.               | 76.               | –                 | –                 | 12.                | 8.                 | –                  |

### Jugend-/Juniorenweltmeisterschaften
Gow nahm bis 2009 an den Jugend-, ab 2010 an den Juniorenwettkämpfen teil.
| Weltmeisterschaften | Weltmeisterschaften | Einzelwettbewerbe | Einzelwettbewerbe | Einzelwettbewerbe | Männerstaffel |
| Jahr                | Ort                 | Einzel            | Sprint            | Verfolgung        | Männerstaffel |
| ------------------- | ------------------- | ----------------- | ----------------- | ----------------- | ------------- |
| 2007                | Martell             | 9.                | 38.               | 23.               | 8.            |
| 2008                | Ruhpolding          | 68.               | 16.               | 21.               | 9.            |
| 2009                | Canmore             | 10.               | 10.               | 13.               | 2.            |
| 2010                | Torsby              | 55.               | 21.               | 43.               | 12.           |
| 2011                | Nové Město          | 9.                | 16.               | 16.               | 13.           |